# Мусогатка
Мусога́тка — река в России, протекает по Оренбургской области. Устье реки находится в 47 км по правому берегу реки Большой Кумак. Длина реки составляет 28 км.
Название связывают с личным мужским именем Мэсэгут (у башкир), Мэсгут (у татар).

## Данные водного реестра
По данным государственного водного реестра России относится к Уральскому бассейновому округу, водохозяйственный участок реки — Урал от Ириклинского гидроузла до города Орск. Речной бассейн реки — Урал (российская часть бассейна).
Код объекта в государственном водном реестре — 12010000412112200003246.

## Топографические карты
- Лист карты M-40-23 Новоорск. Масштаб: 1 : 100 000. Состояние местности на 1984 год. Издание 1985 г.